# ثقافة الاتحاد السوفيتي
مرت ثقافة الاتحاد السوفيتي بعدة مراحل خلال وجود الاتحاد السوفيتي الذي دام 69 عامًا. وقد ساهم فيه أشخاص من جنسيات مختلفة من كل جمهورية من جمهوريات الاتحاد الخمس عشرة، على الرغم من أن غالبية المتأثرين كانوا من الروس. دعمت الدولة السوفيتية المؤسسات الثقافية، لكنها مارست أيضًا رقابة صارمة.

## تاريخ

### سنوات لينين
كانت السمة الرئيسية للمواقف الشيوعية تجاه الفنون والفنانين في الأعوام 1918-1929 هي الحرية النسبية، مع إجراء تجارب مهمة في العديد من الأساليب المختلفة في محاولة لإيجاد أسلوب فني سوفيتي مميز. في كثير من النواحي، كانت فترة السياسة الاقتصادية الجديدة فترة حرية نسبية وتجريب للحياة الاجتماعية والثقافية للاتحاد السوفيتي. تسامحت الحكومة مع مجموعة متنوعة من الاتجاهات في هذه المجالات، بشرط ألا تكون معادية بشكل علني للنظام. في الفن والأدب، انتشرت العديد من المدارس، بعضها تقليدي وبعضها الآخر تجريبي جذريًا. كان الكتاب الشيوعيون مكسيم غوركي وفلاديمير ماياكوفسكي نشطين خلال هذا الوقت، لكن مؤلفين آخرين، تم قمع العديد من أعمالهم لاحقًا، نشروا أعمالًا تفتقر إلى المحتوى السياسي الاشتراكي. تلقى الفيلم، كوسيلة للتأثير على مجتمع أمي إلى حد كبير، تشجيعًا من الدولة ؛ يعود الكثير من أفضل أعمال المصور السينمائي سيرجي آيزنشتاين إلى هذه الفترة.
دخل التعليم، تحت قيادة المفوض أناتولي لوناشارسكي، مرحلة من التجريب على أساس النظريات التقدمية للتعلم. في الوقت نفسه، وسعت الدولة نظام المدارس الابتدائية والثانوية، وأدخلت المدارس الليلية للكبار العاملين. تأثرت جودة التعليم العالي بسياسة القبول التي فضلت الوافدين من الطبقة البروليتارية على من هم من خلفيات برجوازية، بغض النظر عن مؤهلات المتقدمين.
في ظل السياسة الاقتصادية الجديدة، خففت الدولة من اضطهادها النشط للدين الذي بدأ أثناء الحرب الشيوعية لكنها استمرت في التحريض نيابة عن الإلحاد. دعم الحزب حركة إصلاح الكنيسة الحية داخل الكنيسة الأرثوذكسية الروسية على أمل أن تقوض الإيمان بالكنيسة، لكن الحركة تلاشت في أواخر عشرينيات القرن الماضي.
في الحياة الأسرية، أصبحت المواقف عمومًا أكثر تساهلاً. شرعت الدولة الإجهاض، وسهلت الحصول على الطلاق تدريجياً، بينما انتشرت الكافيتريات العامة على حساب مطابخ الأسرة الخاصة.

### عصر ستالين
تميزت الفنون خلال حكم جوزيف ستالين بصعود وهيمنة أسلوب الواقعية الاشتراكية الذي فرضته الحكومة، مع قمع جميع الاتجاهات الأخرى بشدة، مع استثناءات نادرة. بالنسبة للعديد من أعمال ميخائيل بولجاكوف البارزة، لم يتم قمعها، على الرغم من أن النص الكامل لكتابه المعلم ومارغريتا لم يُنشر إلا في عام 1966. وسجن العديد من الكتاب وقتلوا، أو ماتوا من الجوع، والأمثلة يجري دانييل خارمز، أوسيب ماندلستام، إسحاق بابل و بوريس بيلنياك . عمل أندريه بلاتونوف كحارس أعمال ولم يُسمح له بالنشر. أدان النظام أيضًا عمل آنا أخماتوفا، رغم أنها رفضت بشكل ملحوظ فرصة الهروب إلى الغرب. خلال الوقت الذي كان فيه الحزب يحاول جعل النظام السوفييتي أكثر قبولا للأوكرانيين، تم التسامح مع قدر كبير من تقرير المصير الوطني والتنمية الثقافية. بعد هذه الفترة القصيرة من نهضة الأدب الأوكراني، توفي أكثر من 250 كاتبًا أوكرانيًا أثناء التطهير العظيم، على سبيل المثال فاليريان بيدموهيلني (1901-1937)، في ما يسمى عصر النهضة المنفذة . صادرت المفوضية الشعبية للشؤون الداخلية نصوص مؤلفين مسجونين وتم نشر بعضها لاحقًا. تمت إزالة الكتب من المكتبات وتدميرها.
بالإضافة إلى الأدب، تم قمع التعبير الموسيقي أيضًا في عهد ستالين، وفي بعض الأحيان تم حظر موسيقى العديد من الملحنين السوفييت تمامًا. عانى دميتري شوستاكوفيتش من علاقة طويلة ومعقدة بشكل خاص مع ستالين، تم خلالها التنديد بموسيقاه وحظرها مرتين، في عامي 1936 و 1948 (انظر مبدأ جدانوف). كان لسيرجي بروكوفييف وآرام خاتشاتوريان حالات مماثلة. على الرغم من أن إيغور سترافينسكي لم يكن يعيش في الاتحاد السوفيتي، إلا أن موسيقاه كانت تعتبر رسميًا ومناهضة للسوفييت.

### أواخر الاتحاد السوفياتي

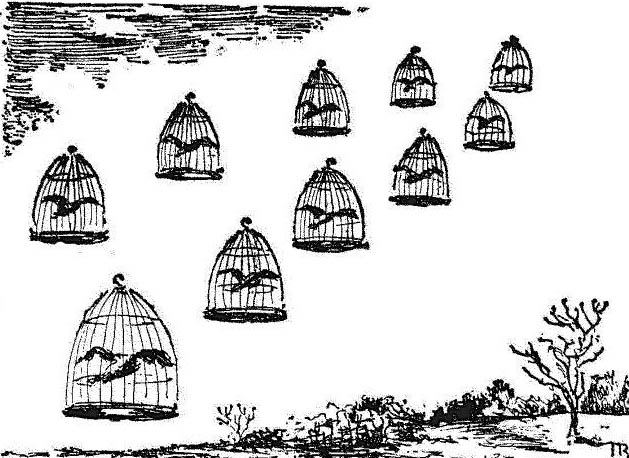
فيتالي بيسكوف. رسم كاريكاتوري للحياة السوفيتية (السبعينيات)

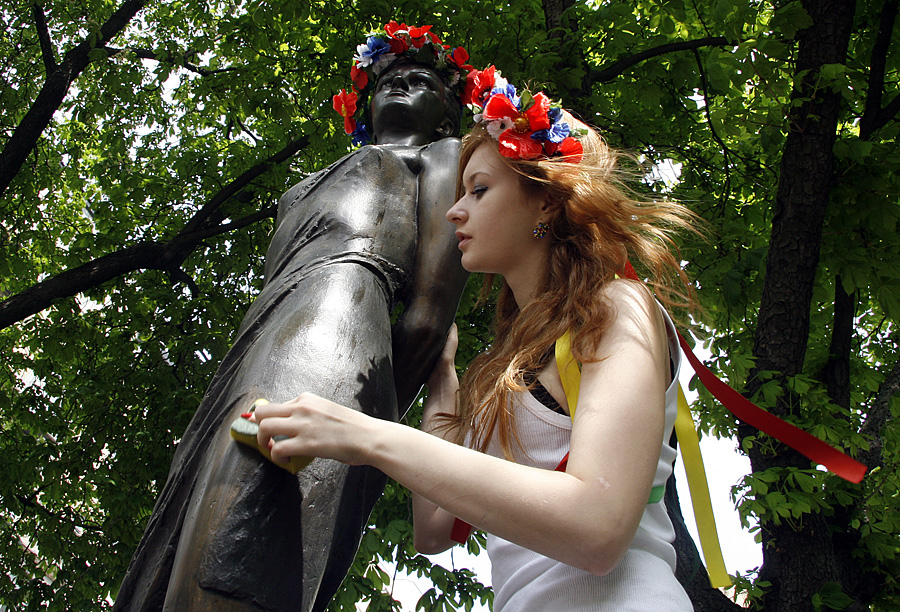
ناشطة فيمن تغسل نصباً تذكارياً لزويا كوسمودميانسكايا في يوم النصر في عام 2010 في كييف، أوكرانيا وفقًا لقوانين عام 2015، يجب إزالة جميع المعالم الشيوعية في أوكرانيا. في عام 2015، استبدل البرلمان الأوكراني يوم النصر بيوم النصر على النازية في الحرب العالمية الثانية

في الستينيات والسبعينيات والثمانينيات من القرن الماضي، كانت فترة بريجنيف فترة مميزة من الثقافة السوفيتية تطورت وتتميز بالحياة العامة المطابقة والتركيز الشديد على الحياة الشخصية. في أواخر الاتحاد السوفياتي، اتسمت الثقافة الشعبية السوفيتية بالانبهار بالثقافة الشعبية الأمريكية كما تجلى في جنون الجينز الأزرق.
في الفنون، أدى تحرير جميع جوانب الحياة بدءًا من خروتشوف ثاو إلى خلق إمكانية لتطور أشكال مختلفة من الفن غير الرسمي والسري والمنشقي ؛ لا يزالون مكبوتين، لكن لم يعدوا تحت التهديد المباشر لمعسكرات العمل في جولاج[بحاجة لمصدر] . حصل ألكسندر سولجينتسين، الذي كتب كتاب " يوم واحد في حياة إيفان دينيسوفيتش" الحاسم، على جائزة نوبل في الأدب ونفي بعد ذلك من الاتحاد السوفيتي.
أصبح إجراء المزيد من التجارب في الأشكال الفنية مسموحًا به في السبعينيات، مما أدى إلى بدء إنتاج أعمال أكثر تعقيدًا وانتقادًا. خفف النظام من قيود الواقعية الاشتراكية . وهكذا، على سبيل المثال، اهتم العديد من أبطال روايات المؤلف يوري تريفونوف بمشاكل الحياة اليومية بدلاً من بناء الاشتراكية. في الموسيقى، على الرغم من أن الدولة استمرت في الاستياء من الظواهر الغربية مثل موسيقى الجاز والروك، إلا أنها بدأت في السماح للفرق الموسيقية الغربية المتخصصة في هذه الأنواع من الظهور بشكل محدود. لكن المصارع الأصلي فلاديمير فيسوتسكي، الذي يحظى بشعبية كبيرة في الاتحاد السوفيتي، حُرم من الاعتراف الرسمي بسبب كلماته المليئة بالأيقونات.